# Octavi Pellissa
Octavi Pellissa (1935-1992) fou un activista antifranquista català.
Fill de republicans, va adquirir la sensibilitat política de la família. Gràcies al suport d'un professor amic de la família, el senyor Simó, va poder anar a estudiar el batxillerat a Barcelona. Després començaria a estudiar a la Universitat de Barcelona, on esdevindria un dels primers estudiants obertament comunistes del moment. Es va fer militant del PSUC el 1955.
Uns anys després, el gener de 1957, fou detingut i torturat, arran dels incidents durant la vaga de tramvies. Tot i que Pellissa es va amagar en una casa a la localitat de Ginestar, fou trobat i detingut per la policia, i traslladat inicialment a Reus i després a Barcelona, on seria torturat pels germans Creix i on romandria sis mesos. Amb 26 anys es va exiliar a França, després de veure que el fiscal demanava per a ell sis anys de presó.
Es va exiliar a França i posteriorment a Leipzig. A França va entrar en contacte i va col·laborar amb Benigno Rodríguez, amb qui va organitzar una trobada d'intel·lectuals a l'exili a París. Allà va relacionar-se amb personalitats com Monique Lange, Clara Malraux, Jean Genet. Aquestes amistats no van agradar al seu partit, i Gregorio López Raimundo el va convidar a marxar a Alemanya (llavors RDA), aconseguint-li una beca per estudiar economia política a la universitat. Allà va començar a treballar com a traductor entre acadèmics i activistes cubans i alemanys. Amb el temps, es va anar especialitzant com a traductor i intèrpret en congressos internacionals comunistes, fet que li va permetre viatjar bastant.
No va tornar a Espanya fins al 13 de desembre de 1966. Llavors va esdevenir un destacat activista polític i cultural antifranquista, i un habitual de locals com el Bocaccio, on tornaria a entrar en contacte amb el col·lectiu d'intel·lectuals propers a l'esquerra política.
L'octubre de 1973 el van tornar a detenir, aquesta vegada en relació amb la seva participació a l'Assemblea de Catalunya.
A finals dels anys setanta va poder començar a treballar, i amb Carles Duran va fer diversos curtmetratges, entre els quals destaquen La sanitat (1977), L'agressió quotidiana (1978), El barri del Besòs (1979), Escola pública (1980) i Assemblea de Catalunya (1981). I amb Octavi Martí va fer un documental per la televisió sobre la Creació artística i col·lapse de la societat a la RDA (1990). Amb qui va treballar més fermament com a guionista va ser amb Pere Portabella, amb obres com Puente de Varsovia (1989) i Art a Catalunya (1992).
Mentrestant, el 1977 va ser fundador del Centre de Treball i Documentació, una versió catalana de l'Institut Gramsci, organització per reprendre debats pendents de l'esquerra, des d'on va poder impulsar diversos projectes i iniciatives, com debats sobre ecologisme i antinuclears, la campanya del No contra l'ingrés d'Espanya a l'OTAN i, posteriorment, contra la participació espanyola a la guerra del Golf. Va morir als 56 anys d'un infart de miocardi.

## Llegat
El 1977, Manuel Vázquez Montalbán va fer servir la figura de Pellissa en la novel·la La soledad del mánager amb el personatge de Marc Nuñez: Montalbán hi explica els seus anys de joventut. En aquesta novel·la també apareixen d'altres personatges de l'època com Joaquim Jordà, Josep Mª Gil Matamala i Luis Goytisolo, pertinentment caracteritzats.
En homenatge a les seves qualitats com a referent intel·lectual i moral, uns amics seus van fer una aportació econòmica que, canalitzada per Editorial Empúries, va institucionalitzar el Premi Octavi Pellissa, de caràcter anual.

## Obra
- Apunts sobre la clandestinitat (Diari 1975-1992)